# 영학정
영학정은 서울특별시 양천구 목동에 위치한 관광지로 양궁장 및 국궁장, 정자를 모두 이르는 말이다.

## 개요
영학정은 크게 정자와 안양천 변의 양궁시설과 국궁장으로 이루어져 있다. 보통 이 정자를 "영학정"이라고 칭하나 궁도장을 모두 포함하여 이르기도 한다. 영학정 내 궁도장이 있던 자리는 과거에 군사 훈련장이었던 것으로 전해지고 있다.

## 관광
영학정에 있는 정자에서 안양천을 바라보면 안양천의 자연 모습과 건너편 목동 일대 빌딩숲이 조화를 이루어 볼 수 있는 경치로 유명하다. 이 때문에 영학정에서 바라보는 조망은 서울의 48곳의 명소 중 하나로 선정되어 있다.

## 궁도장
영학정의 궁도장은 대한민국에서 처음으로 국궁장과 양궁 시설을 모두 갖춘 곳이다. 이 곳에서는 서울특별시에서 유일하게 일반인도 양궁을 배울 수 있으며 일일체험도 가능하다. 유료로 양궁을 체험해 볼 수 있으며 장비 및 시설을 제공받을 수 있다. 또한 아마추어 양궁 동호회도 운영하고 있어 일반인도 취미로 즐길 수 있게 하고 있다. 단, 국궁에 대해서는 일일체험을 실시하지 않는다.

## 같이 보기
- 한국의 국궁장 목록